# Eulophia dentata
Eulophia dentata là một loài thực vật thuộc họ Orchidaceae. Đây là loài đặc hữu của Đài Loan và Philippines.

## Synonyms
The following are heterotypic synonyms:
- Eulophia taiwanensis  Hayata,1911
- Eulophia kitamurae Masam.1932
- Eulophia segawae Fukuy.1934
- Eulophia graminea var. kitamurae Masam.) S.S.Ying1977